# Naaman Belkind
Naaman Belkind, judovski vohun, * 1889, Gedera, † 16. december 1917, Damask, Sirija
Bil je nečak ustanovitelja gibanja Bilu in sin enega od pionirjev tega gibanja Shimshona Belkinda. Rodil se je v Izraelu. Odraščal je v skupnosti Bilu v Gederi, nato pa se je zaposlil v enološki dejavnosti mesta Rishona LeZiona.
Skupaj z bratrancem Avshalomom Feinbergom in svojim bratom Eytanom se je Naaman Belkind pridružil vohunski združbi Nili, ki je bila osnovana leta 1915 z namenom pomagati Britancem v boju proti Osmanskemu imperiju. Skupina se je spopadala z veliko preprekami, deloma od Britancev samih, pretežno pa od članov Yishuv, ki so vohune šteli za prekucnike, njihovo delovanje pa naj bi po njihovem mnenju ogrozilo judovsko skupnost. Zaradi svoje neodvisnosti od glavne struje sionistične politike je skupina Nili veljala za sporno, a je kljub temu še naprej delovala.
Septembra 1917 se je Belkind odpravil v Egipt, da bi poizvedel o okoliščinah Feinbergove smrti, ki je umrl nekoliko prej istega leta. Na Sinaju so ga zajeli beduini, predali so ga Turkom, ti pa so ga prepeljali v Damask. Kmalu zatem so prijeli glavne akterje organizacije Nili in s tem onesposobili združbo. Belkinda so obtožili vohunstva in ga 16. decembra 1917 skupaj z enim od voditeljem Nilija, Josephom Lishanskyjem, obesili. Kasneje so njegove ostanke prenesli v Rishon LeZion, Izrael.
Belkind je bil skupaj z Josephom Lishanskyjem tako rekoč prvi v nizu Olei Hagardom (hebr. עולי הגרדום, 'tisti, ki so viseli na vislicah'). Izraz označuje judovske borce, ki so jih mučili in naposled obesili. Skupno gre za trinajst olei hagardov. Belkinda in Lishanskega običajno ni na seznamu Olei Hagardoma, čeprav se ju spominjajo na podoben način.